# NGC 2717
NGC 2717 este o galaxie lenticulară situată în constelația Busola. A fost descoperită în 20 martie 1835 de către John Herschel. Se află la o distanță de 29,65 de megaparseci de Pământ.